# Maria Petipa
Maria Petipa, pseudonimo di Marija Sergeevna Surovščikova (in russo Мария Сергеевна Суровщикова?; San Pietroburgo, 1836 – Pjatigorsk, 1882), è stata una ballerina russa.

## Biografia
Entrata al Teatro Bol'šoj Kamennyj nel 1854 a San Pietroburgo, dove si producevano i  Ballet impérial, sposò il primo ballerino poi divenuto maître de ballet, Marius Petipa e con le coreografie del marito creò la gran parte dei ruoli principali del balletto classico, fino al suo divorzio avvenuto nel 1869.
Fu madre di Marie Petipa.